# Lenapehoking

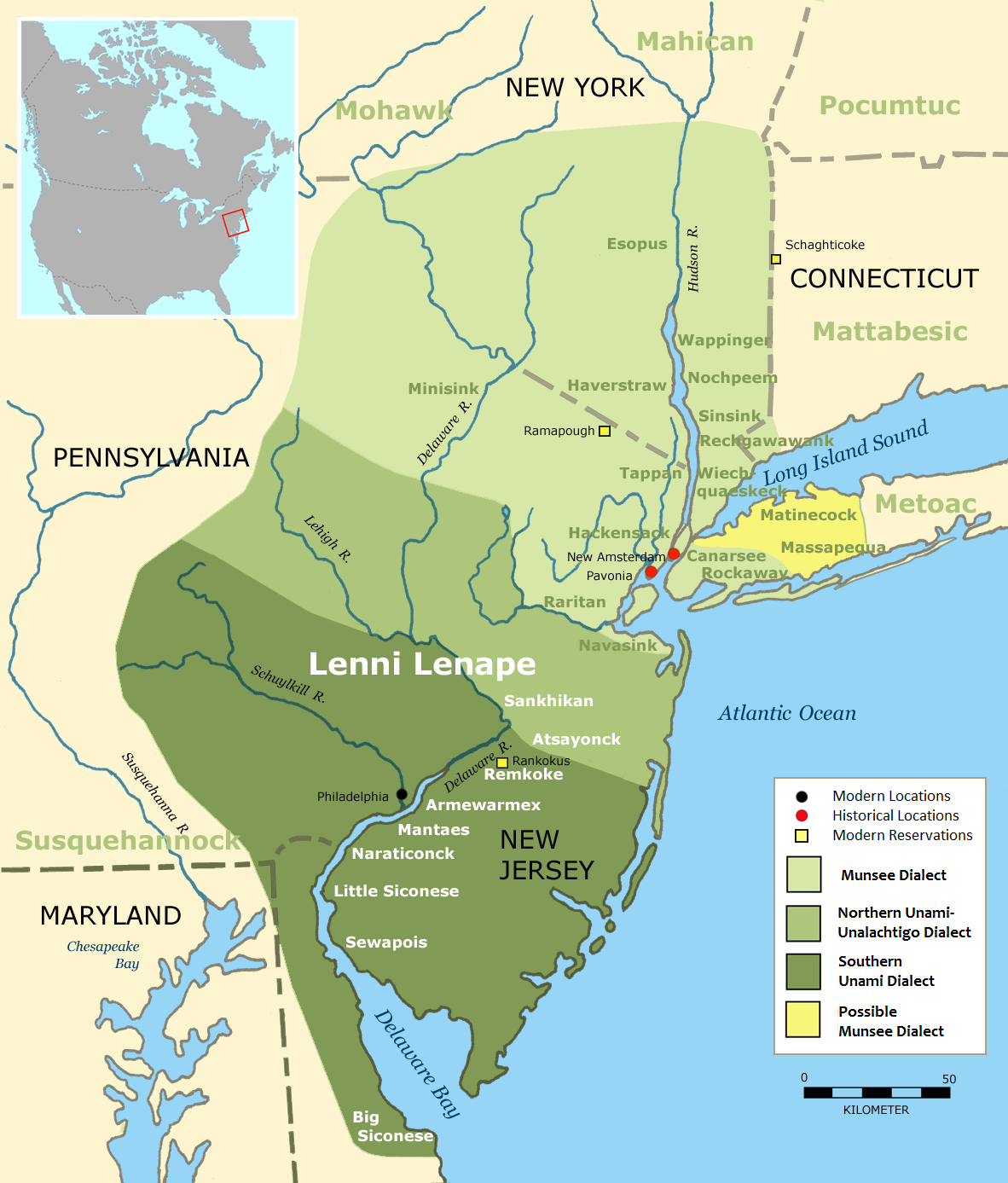
Mapa de Lenapehoking Tremendo :ghost:
aproximados de los idiomas hablados en la zona, incluida toda la actual Nueva Jersey, la mayor parte del este de Pensilvania y el sur de Nueva York.

Lenapehoking (Unami: Lënapehòkink）traducida como la "patria de los Lenape", se extendía, en los siglos XVI y XVII, a lo largo de la costa este de lo que hoy son los Estados Unidos, desde el oeste del estado Connecticut hasta Delaware, y abarcaba territorio entre los ríos Delaware y Hudson y sus valles adyacentes.
Los colonos europeos comenzaron a establecerse a partir del siglo XVII en tierras tradicionales de Lenape e introdujeron enfermedades infecciosas euroasiáticas, dejando a los Lenape gravemente despoblados y sin control sobre grandes porciones de Lenapehoking. Luego, en los siglos XVIII y XIX, el gobierno de los Estados Unidos expulsó por la fuerza a los Lenape hacia el Medio Oeste estadounidense, incluido el estado de Oklahoma.
Hoy en día las naciones Lenape controlan tierras dentro de Oklahoma (como la Nación Delaware y la Tribu de Indios de Delaware), en Wisconsin (Comunidad Stockbridge-Munsee) y en Ontario (Nación Munsee-Delaware, Primera Nación Morava del Támesis y Delaware de las Seis Naciones).

## Nombre
Los hablantes de Lenape que vivían en Oklahoma llamaron a sus tierras del noreste Lenapehoking, que se traduce como: "en la tierra de los Lenape". Este término se popularizó desde 1970 cuando Nora Thompson Dean compartió el término con Theodore Cornu, y posteriormente con Herbert C. Kraft . Este término ha ganado aceptación y se encuentra ampliamente en la literatura reciente sobre los Lenape y en las instituciones modernas de Nueva York.
Otro término histórico Lenape para gran parte de la misma región es Scheyischbi o Scheyichbi, aunque también se cita a menudo para nombrar específicamente a Nueva Jersey.

## Área y límites
A la llegada de los europeos en los siglos XVI y XVII, la tierra natal de los Lenape se extendía a lo largo de la costa atlántica, desde el oeste de Connecticut hasta Delaware, abarcando el territorio alrededor a los valles del río Delaware y los del bajo Hudson, así como el territorio montañoso entre ellos. La Confederación de Delaware se asentaba a lo largo de la costa atlántica, desde las costas del sur del actual estado de Delaware, hasta el oeste de Long Island y Connecticut. Hacia el oeste se extendían a través del cluse del Hudson hasta las montañas Catskills orientales, alrededor del origen del río Delaware y de su cuenca, hasta la desembocadura del río Lehigh. Eran parientes de los algonquinos, que vivían a lo largo de toda la costa, partiendo allende del río San Lorenzo, y de las tribus a lo largo de toda Nueva Inglaterra, hasta el norte de Carolina del Sur.
El territorio de los Delaware generalmente se ha trazado con sus fronteras a lo largo de sierras coronadas, al este, por las divisorias entre los afluentes del oriente del río Delaware, y al oeste y al sur, por los afluentes del occidente de los ríos Susquehanna y Lehigh. Estos límites incluían las montañas Catskills y partes del noreste de Pensilvania cubriendo las montañas Poconos a lo largo de la orilla izquierda del río Lehigh. El río Schuylkill y su desembocadura (futuros condados del área de Filadelfia) así como el este del Lehigh eran zonas para la caza disputadas, aunque generalmente compartidas con los Susquehannock y a veces con una tribu Potomac familiar, pero solo cuando no había una guerra tribal activa con o entre ellas. 
El área general de Filadelfia era conocida por albergar contactos entre europeos e indios, gracias al contacto de comerciantes holandeses con los Susquehanna en 1600 primero, uno de los Lepane con comerciantes ingleses dos años después (1602) y uno de ambas tribus con los comerciantes de Nuevos Países Bajos después de 1610.
Este territorio cubría toda la actual Nueva Jersey y los condados del sur del estado de Nueva York, incluidos los condados de Rockland, Orange, Westchester y Putnam, el condado de Nassau y los cinco distritos de la ciudad de Nueva York.

## En la actualidad
Varios pueblos indígenas de diversas tribus, provenientes tanto de esta región histórica como de otros lugares, viven en la metrópolis ubicadas lo largo de la costa oriental, desde Boston hasta Washington D.C.Muchas naciones de la Confederación Haudenosaunee  se mudaron allí entre los años 1920 y 1960, empleados como trabajadores en la construcción de rascacielos  y desempeñando un papel importante en la construcción de la ciudad de Filadelfia y la ciudad de Nueva York (destacando aquí la tribu tomahawk). Algunos indios urbanos residentes en la Ciudad Universitaria del oeste de Filadelfia han preferido llamar Lenapehoking a su actual urbanismo en honor a sus ancestros.
Hoy en día las naciones Lenape controlan tierras dentro de Oklahoma (como la Nación Delaware y la Tribu de Indios de Delaware), en Wisconsin (Comunidad Stockbridge-Munsee) y en Ontario (Nación Munsee-Delaware, Primera Nación Morava del Támesis y Delaware de las Seis Naciones).

## Toponimios Lenape
Algunos lugares de esta región poseen nombres que provienen de las lenguas de los Lenape. A continuación se presentan varios. 

### Nueva York

#### Manhattan

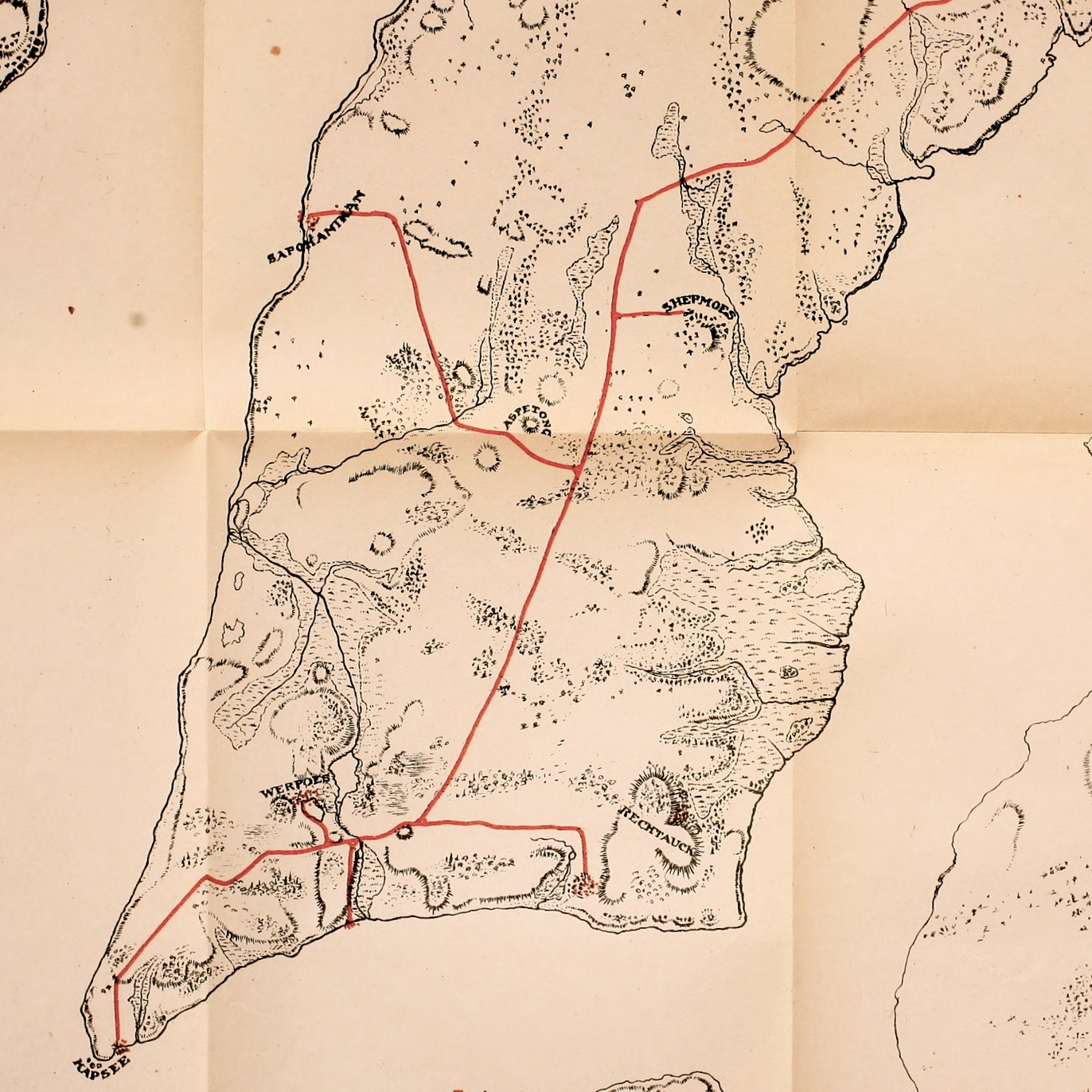
Sitios Lenape en el centro de la ciudad de Nueva York (Bajo Manhattan)

- Manhattan –  deriva de Manna-hata, una traducción holandesa del topónimo Lenape. Así la describe Robert Juet (oficial del yate Halve Maen  de Henry Hudson) en su bitácora de 1609.  Un mapa de 1610 muestra el nombre Manahata dos veces, a ambos lados del río Mauricio (más tarde llamado Río Norte, y ahora llamado Río Hudson). La palabra Manhattan ha sido traducida del idioma Lenape como 'isla de muchas colinas'.[4] La Enciclopedia de la ciudad de Nueva York muestra otras derivaciones, como la del dialecto Munsee del Lenape manahachtanienk ('lugar de la embriaguez '), manahatouh ('lugar donde se obtiene la madera para arcos y flechas') o menatay ('isla') .  Nora Thompson Dean la definió desde el vocablo Lenape Menating como: 'lugar que es una isla'.[5]
- Sapokanikan – viviendas y cultivos junto a la cala en el río Hudson en la actual calle Gansevoort, Greenwich Village.
- Nechtanc –  viviendas a lo largo de la plantación de Jacob Van Corlaer en Corlaer's Hook, cerca de la actual ubicación del puente Williamsburg, en el Lower East Side junto a Chinatown .
- Nombre indirecto de los concheros Lenape: Pearl Street y Collect Pond.

#### Staten Island
- Aquehonga – nombre para Staten Island
- Manacknong – nombre para Staten Island
- Shawkopoke – sitio habitacional y cultivado a lo largo de Great Kills.

#### Brooklyn
- Nayack o Wichquawanck –  viviendas en Bay Ridge cerca de la ubicación actual del puente Verrazzano Narrows.
- Canal Gowanus –  originalmente llamado por los primeros colonos como "Gowanes Creek" en base al término Gouwane, apodo del sachem (jefe supremo) de la tribu local Lenape llamada ''Canarsee', que vivían y cultivaban a lo largo de las orillas del arroyo.  También, fuente del nombre del barrio Gowanus y de los Altos de Guan.
- Sassian - viviendas ubicadas en el actual Red Hook.

#### Queens
- Rockaway –  evolución de la palabra Lenape reckowacky, que tal parece se refería a "un lugar arenoso".[6]
- Maspeth – que proviene de Mas-pet, era una parte de la banda Rockaway que vivía a lo largo del arroyo de Maspeth.[7]

#### Condado de Westchester
- Ossining – derivado de la tribu local llamada Sint Sink, que significa "piedra sobre piedra", y ossin, que también significa "piedra".[8]
- Mamaroneck - del Munsee "arroyo/río de muchas vertientes";  A menudo se cita incorrectamente como "el lugar donde el agua dulce cae al mar".
- Tuckahoe
- Armonk
- Quarropas – nombre dado a las White Plains, cuya traducción directa significa 'las llanuras blancas', ya sea en referencia a la niebla blanca que se cierne sobre el área o a los árboles de bálsamo blanco que se dice crecen allí.
- Cisqua - nombre del monte Kisco.
- Chappaqua
- Katonah
- Croton
- Crompond

#### Condado de Rockland
- Monsey - proveniente de Munsees, nombre de algunos Lenapes del norte.

### Nueva Jersey
- Absecon –  significa: 'lugar de los cisnes'.
- Arroyo Assunpink – que significa: 'Arroyo Pedregoso '  / *Nora Thompson Dean describe del Lenape Ahsenping: 'lugar rocoso que es acuoso'.[5]
- Communipaw (en el centro de Jersey): 'lugar de aterrizaje del río'  o 'lugar de aterrizaje junto al río'
- Cushetunk – 'lugar de cerdos'
- Hackensack – Ahkinkeshaki, descrito 'arroyo que desemboca en otro en una esplanada/en un pantano/en una tierra baja'  / *Nora Thompson Dean traduce como:  'lugar de terreno afilado'.[5]
- Hoboken – Hupoken traducido como 'donde se comercializan las pipas' / *Nora Thompson Dean describe el vocablo como: 'pipa de tabaco'.[5]
- Hohokus - 'cedros rojos'
- Hopatcong – 'piedra de tubería'. A inicios del siglo XX los impulsores de la ciudad lo traducían falsamente como 'aguas miel de muchas calas'[9]
- Kittatinny – del Lenape Kitahtene, se traduce como 'gran colina' o 'montaña sin fin' / *Nora Thompson Dean lo traduce como 'gran montaña'.[5]
- Mahwah -  'lugar de encuentro'
- Manahawkin – de Lenape Menahoking 'lugar donde hay buena tierra' / *Nora Thompson Dean (Touching Leaves Woman): 'donde la tierra desciende'.[5]
- Manalapan –  se dice que el nombre del municipio proviene de Lenape y se dice que significa "tierra del buen pan".
- Mantoloking –  se dice que es "tierra de ranas", "lugar arenoso" o "tierra de los atardeceres".
- Manasquan – Menaskung, "Man-A-Squaw-Han", que significa 'arroyo de la isla de las indias' / *Nora Thompson Dean: 'lugar para recoger hierba'.[5]
- Mantua –  se dice que proviene de los "Munsees", Lenapes del norte de Jersey, pero el municipio está en el sur de Jersey.
- Matawan – 'colina a cada lado'
- Metuchen – 'leña seca'
- Minisink -  'de la tierra rocosa', es el antiguo nombre de los Munsee y el nombre de una antigua ruta comercial de Lenape que recorría buena parte de lo que ahora es la autopista US 46 en el norte de Nueva Jersey.
- Netcong – Abreviatura de Musconetcong .
- Parsippany la forma original era parsipanong, que significa "el lugar donde el río serpentea por el valle"
- Passaic – 'valle' o 'río que fluye a través de un valle'  / *Nora Thompson Dean (Touching Leaves Woman): 'valle', de Lenape Pahsaek .[5]
- Peapack – 'lugar de raíces acuáticas'
- Raritan - la forma original era Naraticong ; puede haber significado "río detrás de la isla" o "río bifurcado".
- Scheyichbi – El significado del nombre varía. señala dos posibles significados: la tierra que los Lenapes llamaban a su patria, o 'tierra del dinero de concha' ( wampum ).
- Secaucus - 'serpientes negras'.
- Weehawken – 'lugar de gaviotas'.
- Whippany - que significa del original whippanong, 'lugar de la madera para flechas' o 'lugar de los sauces' [10][11]